# Districtul Kgatleng
Districtul Kgatleng este o unitate administrativă de gradul I  a Botswanei. Reședința sa este localitatea Mochudi.